# مونت (میزوری)
مونت (به انگلیسی: Monett) یک شهر در ایالات متحده آمریکا است که در میزوری قرار دارد. مونت  ۸٬۸۷۳ نفر جمعیت دارد.